# Tengawai River
Der Tengawai River ist ein 53 km langer Fluss in der Region Canterbury auf der Südinsel von Neuseeland.

## Geographie
Der Tengawai River entsteht durch den Zusammenfluss des Duck Stream mit dem Hayter Stream am südwestlichen Ende der bis zu 1323 m hohen Albury Range. Von dort schwenkt der Fluss nach einem Linksbogen in östliche Richtung, um dann 2,8 km nördlich der kleinen Siedlung Albury für rund 13 km nach Südsüdosten zu fließen. Bei der kleinen Siedlung Cave knickt der Tengawai River dann nach Ostnordosten ab und mündet bei dem Ort Pleasant Point schließlich als rechter Nebenfluss in den Opihi River.
Von nördlich von Albury aus bis Pleasant Point wird der Tengawai River rechtsseitig von New Zealand State Highway 8 begleitet.
Nebenflüsse des Tengawai River sind der Little Opawa River, der Opawa River und der Rocky Gully River sowie einige kleinere Streams.